# Come se fosse amore
Come se fosse amore è un film del 2002 diretto da Roberto Burchielli.
Si tratta dell'unico film in cui compare al completo il gruppo comico denominato Cavalli Marci.
La commedia è stata distribuita da Medusa Film il 29 novembre 2002.

## Trama
L'elettrotecnico Aurelio Milano ha appena ideato una straordinaria invenzione: il Trasognatore, un dispositivo in grado di entrare nel sonno delle persone e cambiarne comportamenti, modi di essere e pensieri. Il motivo di tale invenzione è però meno nobile di quanto si pensi: Aurelio vuole conquistare la donna di cui si è innamorato, Chiara, che però è impegnata nella campagna elettorale per diventare sindaco di Genova e non ne vuole sapere di lui. Per collaudare la sua invenzione trova tre cavie: Giotto, Gilberto e Costantino, tre tassisti squattrinati. 